# Le Voleur et le Marchand
Le Voleur et le Marchand est une nouvelle fantastique tirée du recueil Les Petites Mécaniques de Philippe Claudel, paru en 2002.

## Résumé
Colin le Bihot a 20 ans. Il n'hésite pas à tuer pour voler l'argent des autres selon une morale déconcertante : « ...mais prendre le bien d'autrui et l'égorger s'il résistait ne lui semblaient pas plus détestables que d'entreprendre des guerres ou de lever des impôts... » À chaque fois qu'il commet un meurtre, il s'entaille le bras de façon à former une croix de St André.
Le jour où il arrive dans la ville de Colmar, il a sur son bras six de ces « trophées ». Il attend qu'il fasse jour pour entrer dans la ville, et s'allonge sous un vieux chêne pour patienter. Sous cet arbre, un paisible homme rond habillé en marchand fume la pipe. Colin commence par lui demander son chemin, puis ils papotent et Colin finit par lui mettre un couteau sous la gorge pour obtenir sa bourse. C'est alors que le marchand s'avère être la Mort qui lui fait promettre de s'amender de ses crimes. Dès le lendemain, il propose ses services (son premier travail consiste à aider un tonnelier à mouvoir ses barriques). Les mois passent et par sa conduite admirable, il se fait remarquer par un marchand nommé Cornélius Wayes.
Cornélius apprend à Colin le métier de vigneron, dans lequel il devient un maitre. Le vieil homme, se sentant mourir et possédant un commerce plus que florissant, propose la main de sa fille au jeune homme. Il accepte, se marie et lui fait des enfants. Un soir de septembre l'envie lui prend d'aller se promener dans ses vignes. Il aperçoit alors le vieux chêne où jadis il avait rencontré la mort. Il s'assied à son pied. « Colin ouvrit les yeux et vit devant lui un grand gaillard : très jeune, les flancs maigres, il portait une besace... »
Ils s'assoient et bavardent longtemps, puis Colin reconnaît par les mots et gestes du jeune homme que deux vies vont se rejoindre. Il meurt.

## Sources
- Les Confidents et autres nouvelles, récits tirés de Les Petites Mécaniques de Philippe Claudel - éd. Flammarion, coll. « GF-Étonnants Classiques ».